# TRAPPIST-1d
TRAPPIST-1d是一顆環繞極低溫紅矮星TRAPPIST-1的太陽系外行星，距離地球約40光年，在天球上位於寶瓶座。

## 適居性
在TRAPPIST-1行星系統的形成期間，其中的行星可能在系統的前適居帶中發生液態水流失的狀況。取決於最原始形成時的條件，TRAPPIST-1d可能是該系統中唯一仍有足夠液態水存在的行星。估計系統中另兩顆行星TRAPPIST-1b和TRAPPIST-1c可能失去了相當於地球海洋水量四倍的水。